# Kampus Dejvice
Kampus Dejvice je společným projektem Národní technické knihovny, Českého vysokého učení technického v Praze, Vysoké školy chemicko-technologické v Praze, Univerzity Karlovy, Ústavu organické chemie a biochemie AV ČR a Městské části Praha 6. Jeho cílem je postupně zatraktivnit areál dejvického kampusu a oživit v něm společenský, studentský i vědecký život tak, aby byl zajímavý jak pro studenty, vědce, profesory i širokou veřejnost a mohl lépe využít svůj potenciál živého centra vzdělávání a výzkumu.

## Historie dejvického kampusu
Výstavba kampusu začala ve 20. letech podle plánů Antonína Engela, krize a druhá světová válka však způsobily, že jeho plány byly realizovány pouze částečně. Další období stavebního boomu v kampusu spadá do 60. let, poslední významné stavby byly postaveny na začátku tohoto tisíciletí.
V současnosti sídlí v pražské čtvrti Dejvice vysoké školy České vysoké učení technické v Praze, Vysoká škola chemicko-technologická v Praze, Katolická teologická fakulta Univerzity Karlovy, Ústav organické chemie a biochemie AV ČR a v jeho centru je umístěna Národní technická knihovna.

### Historie území Kampusu Dejvice v datech
- V letech 1922 - 1924 byl Antonín Engel pověřen vypracováním generálního projektu a regulace Dejvic a Bubenče.
- V prosinci 1924 byl Antonín Engel jmenován usnesením akademického senátu generálním projektantem nového vysokoškolského areálu ČVUT v Dejvicích.
- Dle Engelova regulačního plánu byly realizovány pouze dva bloky. Vysoká škola chemicko-technologického inženýrství z let 1925 - 1933 podle projektu Severina Ondřeje (dnešní budova A VŠCHT) A budova z let 1929 - 1937 podle projektu Theodora Petříka (dnešní budova B VŠCHT).
- Souběžně s výstavbou areálu ČVUT byly dle Engelova projektu, za velké podpory presidenta Masaryka, postaveny Masarykovy koleje (1923 - 1925).
- V letech 1925 - 1927 architektem Františkem Havlenou postavena budova semináře s kostelem sv. Vojtěcha, kde sídlí dnešní Katolická teologická fakulta Univerzity Karlovy. Tato stavba nesouvisela s výstavbou areálu ČVUT.
- Budova Státního ústavu zemědělského (dnes ÚOCHB) postaveného v letech 1927 - 1929 vychází z Engelova urbanistického návrhu Dejvic, jak jej navrhoval od začátku. Plány jsou sice podepsány pouze Pfeffermannem, ale na počátcích své kariéry byli u něj zaměstnáni architekti jako Jan Zázvorka, Jan Gillar a Vojtěch Krch.
- Pokračování výstavby ve 30. letech zarazila celosvětová hospodářská krize, druhá světová válka, kdy byly školní budovy obsazeny nacisty, a patrně i opakované námitky odborné veřejnosti, která tvrdila, že zvolený systém není vhodný pro budovy vysokých škol technického zaměření.
- V 50. létech předcházely další výstavbě dlouhé diskuze. Počty studentů vysokých škol technického směru se po 2. světové značně znásobily a bylo rozhodnuto, že se bude pokračovat ve stavbě a v roce 1957 byla rektorátem ČVUT vypsána veřejná soutěž na řešení dostavby dejvického areálu.
- Zvítězil návrh Františka Čermáka, Gustava Paula, Vladimíra Hladíka a Jiřího Liberského v roce 1958. Tento návrh představoval volnější, avantgardní pojetí architektury mladší generace, které šlo proti konzervativní Engelově linii. Výstavba byla rozčleněna do tří etap.
- První etapa zahrnovala výstavbu hřebínkového monobloku Fakulty strojní a elektrotechnické (1960 - 1967), laboratoří a haly velmi vysokého napětí za monoblokem (dokončena 1969) a menzy (Technická menza), která byla definitivně zkolaudována až v roce 1973.
- V druhé etapě (1971 - 1983) byly vystavěny budovy pro Fakultu stavební, pro které byl vybrán pozemek, který uzavíral osu dejvického areálu. Autory projektu byli František Čermák, Gustav Paul, Jaroslav Paroubek a Jan Čejka.
- Ve třetí etapě dle návrhu z roku 1958 se počítalo s dostavbou chybějícího bloku v čele Vítězného náměstí, kde měl sídlit samotný rektorát ČVUT s aulou, knihovnou a dalšími společenskými místnostmi. Tato část návrhu nebyla realizována a Vítězné náměstí zůstává z jedné čtvrtiny otevřené. Poslední stavbou z tohoto období se stal víceúčelový objekt Studentský dům zahrnující hlavně menzu (architektonický návrh Oldřich Dudek a Jan Plessinger, interiéry Milan Rejchl)[1]. Projekt byl hotov v polovině roku 1983 a stavba provedena v letech 1984 – 1986.
- Poté se stavební práce v dejvickém kampusu zastavily na 20 let a byly obnoveny až se stavbou NTK.
- Architektonická soutěž na stavbu Národní technické knihovny proběhla v roce 2000 a vítězný návrh je od studia AK architekti (Roman Brychta, Adam Halíř, Václav Králíček a Petr Lešek). Další projektové práce už vedl ateliér Projektil architekti (Roman Brychta, Adam Halíř, Ondřej Hofmeister a Petr Lešek). Stavba byla zahájena v říjnu 2006, dokončena a předána v prosinci 2008 a slavnostně otevřena 9. září 2009.
- Nová budova ČVUT, ve které sídlí Fakulta architektury a Fakulta informačních technologií, zastavila jednu z posledních volných parcel dejvického kampusu. V roce 2004 byla vypsána architektonická soutěž, ve které zvítězil návrh Aleny Šrámkové. Realizace stavby proběhla v letech 2009–2010 a budova byla slavnostně otevřena 22. února 2011.
- Historii završuje stavba budov Českého Institutu Informatiky, robotiky a kybernetiky (začátek stavby listopad 2014), kde bude sídlit i rektorát ČVUT a některé katedry FEL.
- Prostor kampusu však díky historickým okolnostem nebyl zcela jasně vymezen, snahy o vylepšení jeho podoby byly roztříštěné a areál neměl ani svůj oficiální název.

## Vznik Kampusu Dejvice

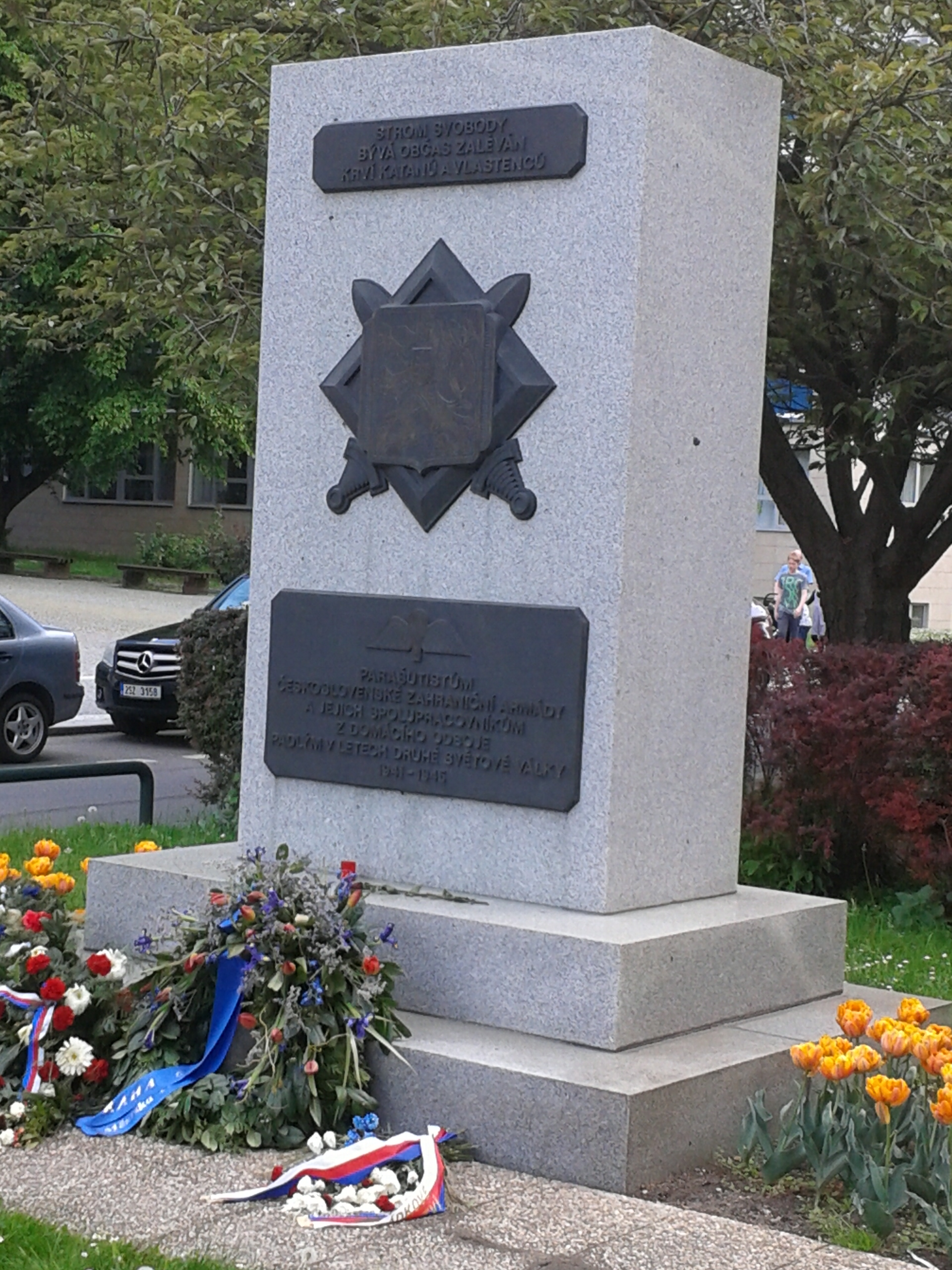
Památník PARAŠUTISTŮM ČESKOSLOVENSKÉ ZAHRANIČNÍ ARMÁDY A JEJICH SPOLUPRACOVNÍKŮM Z DOMÁCÍHO ODBOJE PADLÝM V LETECH DRUHÉ SVĚTOVÉ VÁLKY 1941 - 1945 na křižovatce ulic Studentská a Technická.

Tím, že v roce 2009 byla v centru kampusu postavena budova Národní technické knihovny, která slouží nejen studentům, profesorům a celé akademické obci, ale i dalším skupinám uživatelů, začaly se otevírat možnosti nejrůznějším druhům spolupráce. Neutrální postavení NTK vedlo k myšlence vytvořit projekt Kampus Dejvice, který byl nastartován v roce 2015.
V únoru 2015 se poprvé sešla pracovní skupina složená z PR pracovníků ČVUT, NTK, ÚOCHB a VŠCHT. Mezi první úkoly skupiny patřila příprava memoranda o spolupráci zainteresovaných subjektů, definice názvu dejvického kampusu, návrh loga, vyvolání diskuse o podobě kampusu a příprava ankety zjišťující potřeby studentů v kampusu.
Dne 2. dubna 2015 se na popud Martina Svobody, ředitele NTK, sešli nejvyšší představitelé institucí kampusu. Historicky první společné schůzky se na půdě NTK zúčastnili Zdeněk Hostomský, Martin Fusek (ředitel a zástupce ředitele ÚOCHB), Petr Konvalinka (rektor ČVUT), Karel Melzoch (rektor VŠCHT) a Martin Svoboda (ředitel NTK).
Účastníci deklarovali „zjevný zájem na spolupráci od fyzického vzhledu kampusu přes kulturní a společenské akce až po odbornou spolupráci“ a shodli se na oficiálním názvu Kampus Dejvice.
Kampus Dejvice se rozkládá na území Městské části Praha 6 vymezeném ulicemi Šolínova, Zikova, Thákurova, Evropská, Kolejní, Kadeřávkovská, Bílá, Bechyňova, Zelená, Stavitelská, Velflíkova, Jugoslávských partyzánů.
Protože se ve vymezeném prostoru kampusu nachází i Katolická teologická fakulta Univerzity Karlovy a pozemky jsou spravovány městskou částí Praha 6, byli k dalším jednáním přizváni i rektor Univerzity Karlovy v Praze Tomáš Zima a starosta Městské části Praha 6 Ondřej Kolář.
Memorandum o společném zájmu mezi Českým vysokým učením technickým v Praze, Městskou částí Praha 6, Národní technickou knihovnou, Univerzitou Karlovou v Praze, Ústavem organické chemie a biochemie AV ČR, v. v. i., a Vysokou školou chemicko-technologickou v Praze podepsali dne 17. června 2015 v Národní technické knihovně prof. Ing. Petr Konvalinka, CSc., rektor ČVUT, Mgr. Ondřej Kolář, starosta Prahy 6, Ing. Martin Svoboda, ředitel NTK, prof. MUDr. Tomáš Zima, DrSc., MBA, rektor UK, RNDr. PhDr. Zdeněk Hostomský, CSc., ředitel ÚOCHB AV ČR, a prof. Ing. Karel Melzoch, CSc., rektor VŠCHT Praha.
Definované oblasti společného zájmu:
- kultivace vzhledu veřejného parteru kampusu
- rozvoj veřejných vzdělávacích, společenských a kulturních aktivit v kampusu
- výzkumné i vzdělávací projekty a aktivity

O aktivity Kampusu Dejvice se stará pracovní skupina složená z řad PR jednotlivých institucí. Její původní složení v r. 2015: Milan Šindelář (NTK), Michal Janovský, Richard Nevšímal (VŠCHT), Ilona Prausová (ČVUT), Irena Krumlová (ÚOCHB), Jana Benešová (UK), Jan Lacina (MČ Praha 6).

## Události a akce v Kampusu

### 2016
- Koncert Komorního orchestru České filharmonie, 14. prosince 2016.[2]
- Food Film Fest, filmový festival dokumentárních filmů o jídle, 21. do 23. října 2016[3]
- Knowledge, Research & Education Conference 2016 (KRECon), konference o uplatnění a praktickém využití vědeckých výsledků mladých českých výzkumníků, především technických věd, inženýrství a medicíny. 6. - 7. října 2016.[4]
- Kampus Fest – hudební festival k zahájení akademického roku, 27. září 2016, hráli: Zoči Voči, Purist, Light & Love, Just For Being, Zelenina[5]

### 2017
- Cross Campus, 3. ročník štafetového běhu studentů a zaměstnanců institucí a škol zapojených v Kampusu Dejvice, 25. dubna 2017[6]
- Ozvěny AFO v Dejvicích - ozvěny mezinárodního festivalu populárně-vědeckých filmů Academia Film Olomouc, 19. května 2017[7]
- Festival vědy 2017, festival populárním a interaktivním způsobem představil návštěvníkům přírodovědné a technické obory, 6. září 2017[8]
- Food Film Fest, programová sekce Life Sciences Film Festivalu zaměřená na téma potravin, 28. října 2017[9]
- Knowledge, Research & Education Conference 2017 (KRECon), konference určená doktorandům a ostatním vědeckým pracovníkům, 9. – 10. listopadu 2017[10]
- Advent v kampusu - předvánoční pouliční slavnost všech škol kampusu v Technické ulici se stánky s občerstvením a rukodělnými dílnami, spojená se slavnostním rozsvícením vánočně nasvícených sakur, 5. prosince 2017[11]

### 2018
- AFO Warm-up - ochutnávka filmů, které se promítají na známém olomouckém festivalu AFO (Academia Film Olomouc), světelná instalace Petotem, divadlo a besedy s odborníky, 20. - 22. 2. 2018[12]
- Cross Campus 2018, 4. ročník štafetového běhu studentů a zaměstnanců institucí a škol Kampusu Dejvice, 24. dubna 2018[13]
- Lesamáj aneb technicky dejvický majáles - multižánrový festival v duchu studentské spolupráce a sounáležitosti tak, jak si tradice žádá, 2. května 2018[14]

### 2019
- před Fakultou architektury ČVUT byla umístěna plastika The Rolling House, kterou na námět kresby Johna Hejduka[15] vytvořili studenti Ústavu navrhování II fakulty architektury ČVUT v rámci Letní školy stavění na téma minimální mobilní stavba, pod vedením docentky Hany Seho.[16]